# 1re division d'infanterie (Pologne)
Pour les articles homonymes, voir 1re division.
Ne doit pas être confondu avec 1re division d'infanterie « Tadeusz Kościuszko ».
 (septembre 2017).
Si vous disposez d'ouvrages ou d'articles de référence ou si vous connaissez des sites web de qualité traitant du thème abordé ici, merci de compléter l'article en donnant les références utiles à sa vérifiabilité et en les liant à la section « Notes et références ».
La  1re Division d'Infanterie (division de grenadiers) est une des divisions d'infanterie de l'armée polonaise durant la Seconde Guerre mondiale.

## Composition

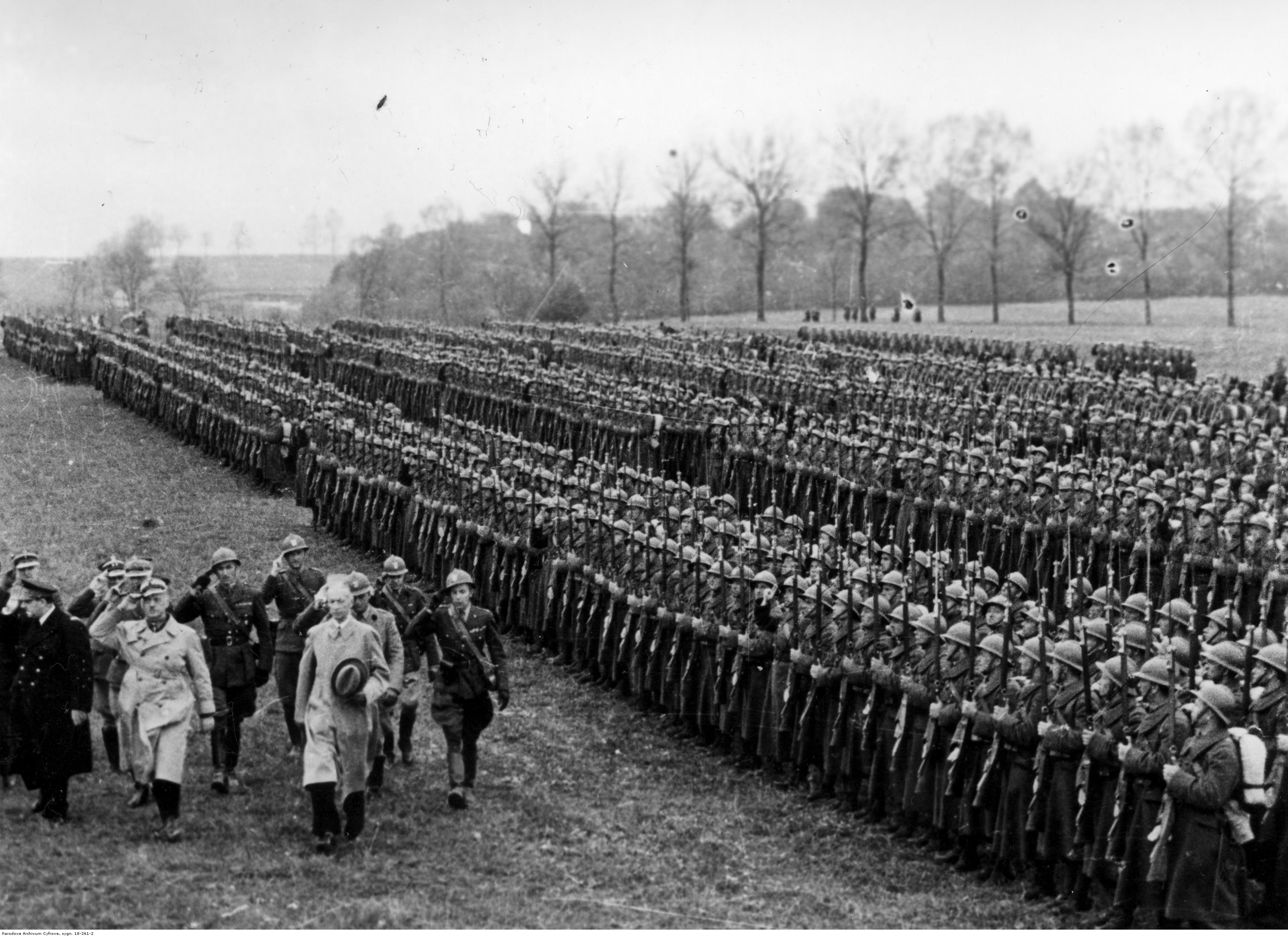
Revue des troupes le 3 mai 1940 par le Président de la République de Pologne Władysław Raczkiewicz et le général Władysław Sikorski entre Martigny-les-Gerbonvaux et Autreville dans les Vosges.

### En mai 1940
- 1er Régiment de grenadiers de Varsovie (ou 1er RIP) : Colonel Kocur[1]
- 2e Régiment de grenadiers de Grande Pologne (ou 2e RIP) : Colonel Zietkiewicz
- 3e Régiment de grenadiers de Silésie (ou 3e RIP) : Colonel Wnuk
- 1er Régiment d'artillerie légère de Vilnius (ou 1e RAPol) : Colonel Brzeszczynski
- 1er Régiment d’artillerie lourde de Poméranie (ou 201e RAPol) : Lt-Colonel Onacewicz
- 8e Régiment de Uhlans (ou 1er GRDI Pol) : lt-Colonel Kasperski
- 1er Bataillon du Génie de Modlin (ou Cies 185/1 et 185/2 de sapeurs mineurs)
- Bataillon de transmissions de Gdansk (ou Cie télégraphique 185/81 et compagnie radio 185/82)
- éléments complémentaires : parc d'artillerie, groupe sanitaire, compagnie automobile, groupe d'exploitation

## Théâtres d'opérations
- 1er septembre au 6 octobre 1939 : Campagne de Pologne.
- Le 10 mai 1940 la division est reconstituée en France. Au déclenchement de la bataille de France, elle est placée sous le commandement du général Duch, elle fait partie de la IVe armée française aux ordres du général E. Réquin.